# De Zwarte Madonna (Zone Stad)
De Zwarte Madonna is de 57ste aflevering van VTM's politieserie Zone Stad. De aflevering werd in Vlaanderen voor het eerst uitgezonden op 29 maart 2010.

## Verhaal
Een waardevol Madonnabeeldje wordt uit de kerk gestolen. De buurtbewoners beschuldigen Dédé, een zwart jongetje van 8 jaar, van de diefstal en vermoeden dat de pastoor pedofiele neigingen heeft. Wanneer Dédé uit de kerktoren te pletter valt, is het voor het Zone Stad team duidelijk dat hier veel meer aan de hand is. Tom en Fien verdiepen zich in de geheimzinnige katholieke gemeenschap en komen voor enkele verrassingen te staan. Mike zondert zich vaak met zijn nieuwe gsm af. Jimmy heeft de indruk dat Mike iets te verbergen heeft. Dani komt te weten dat Kathy wil scheiden van Lucas en duidelijk voor Tom kiest. Dit nieuws slaat als een bom in bij Dani.

## Gastrollen
- Lucas Van den Eynde - Pastoor Delandsheer
- Elke Dom - Goedele Vroman
- Bob Snijers - Dirk Verschaffel
- Bert Vannieuwenhuyse - Marc Peleman
- Yasmina Mbikay - Adele Akongo
- Ronnie Commissaris - deken
- Oscar Lahousse - Matthias Peleman (Niet geregistreerd)
- Alice Toen - bejaarde vrouw (Niet geregistreerd)
- Ludo Hellinx - Marcel (Niet geregistreerd)
- Christophe Hespel - Bennie Capiot (Niet geregistreerd)